# Procesión de Pascua en la región de Kursk
 Procesión de Pascua en la región de Kursk es un óleo sobre tela del pintor y escultor realista ruso Iliá Repin. Sus dimensiones son de 175 x 280 cm. Fue realizado entre 1880 y 1883. El coleccionista Pável Tretiakov lo compró en 1883 y se conserva en la Galería Tretiakov de Moscú. Se trata de una de las obras más destacadas de Repin y del arte ruso del siglo XIX.

## Contexto
Antes de la ejecución de esta obra, Iliá Repín, durante su primer viaje por Europa, había residido entre octubre de 1876 y julio de 1877 en París. Allí conoció la obra de los pintores impresionistas, lo que influyó en su obra posterior.
Para ejecutar esta tela, el pintor pasó aproximadamente un año en Kursk. Se ha señalado que, con esta obra, que retrata las amplias diferencias sociales existentes, Repín pretendía realizar una crítica a la política zarista de la época.
Según la leyenda, el icono de la Madre de Dios de Kursk portado en esta procesión se encontró sobre las raíces de un árbol de un bosque próximo a Kursk en 1295. Se construyó una capilla para el icono y, a pesar de que los tártaros trataron de destruirla, la imagen se conservó. Se le atribuyeron algunos milagros. Por ello, el evento más importante para los habitantes de Kursk era una procesión que realizaban con el icono desde el centro de la ciudad hasta la Ermita de la Madre de Dios.

## Descripción
En esta obra se observa a una multitud de personas de diferentes clases sociales en una procesión ortodoxa de Semana Santa. Por una parte están representados los campesinos, cuyas vestimentas ponen de manifiesto su pobreza. Entre ellos puede destacarse un niño rubio con una discapacidad física que figura en primer plano. En contraste, las personas de las clases más altas y el diácono —que parece estar arreglándose el pelo— están lujosamente vestidos. En el centro del cuadro, una mujer de la nobleza está sosteniendo un icono sobre el que incide un rayo de sol. Vigilando la procesión, y controlando que los campesinos no se mezclen con las personas principales, hay militares cuya violencia con algunos devotos se pone de manifiesto en la pintura.